# 繆樗
繆樗（1445年—？），字全之，應天府溧陽縣人，軍籍，明朝政治人物。進士出身。

## 生平
早年出身縣學生，成化十年（1474年）甲午科應天府鄉試第二十六名。成化十一年（1475年）乙未科會試第二百六十四名，殿試登進士第三甲第一百二十名。十四年任浙江東陽縣知縣，授監察御史。明孝宗繼位后，陳述時政八事。因彈劾大學士尹直等，時號「敢言」。後因事連坐，被貶為營州判官。

## 家族
曾祖父繆性原，曾任紀善。祖父繆燧。父亲繆京。